# Rahmatou Dramé
Rahmatou Dramé (* 1. April 1985 in Meulan) ist eine ehemalige malische Leichtathletin französischer Herkunft, die sich auf den 100-Meter-Hürdenlauf spezialisiert hat.

## Sportliche Laufbahn
Erste internationale Erfahrungen sammelte Rahmatou Dramé im Jahr 2003, als sie bei den Junioreneuropameisterschaften in Tampere für Frankreich startend in der ersten Runde über 100 m Hürden nicht ins Ziel kam. 2005 schied sie bei den U23-Europameisterschaften in Erfurt mit 13,60 s im Vorlauf aus und 2007 schied sie bei den U23-Europameisterschaften in Debrecen mit 13,67 s im Halbfinale aus. 2012 kam sie bei den Afrikameisterschaften in Porto-Novo mit 14,55 s nicht über den Vorlauf über 100 m Hürden hinaus und belegte mit der malischen 4-mal-100-Meter-Staffel in 48,67 s den sechsten Platz. Anschließend nahm sie dank einer Wildcard über 100 m Hürden an den Olympischen Sommerspielen in London teil und wurde dort in der ersten Runde wegen eines Fehlstarts disqualifiziert. Zudem war sie dort die Fahnenträgerin Malis während der Eröffnungs- und Abschlussveranstaltung der Spiele. Im Jahr darauf verpasste sie bei den Spielen der Frankophonie in Nizza mit 14,33 s den Finaleinzug und auch bei den Afrikameisterschaften in Marrakesch schied sie mit 13,95 s in der Vorrunde aus. 2015 schied sie bei den Afrikaspielen in Brazzaville mit 13,93 s in der ersten Runde aus und im Jahr darauf belegte sie bei den Afrikameisterschaften in Durban in 14,01 s den achten Platz. Im selben Jahr beendete sie dann ihre aktive sportliche Karriere im Alter von 31 Jahren.

## Persönliche Bestleistungen
- 110 m Hürden: 13,21 s (−0,4 m/s), 4. Juli 2010 in Chambéry
  - 60 m Hürden (Halle): 8,32 s, 25. Februar 2007 in Paris